# 2004 OL12
2004 OL12 est un objet transneptunien faisant partie des cubewanos. 

## Caractéristiques
2004 OL12 mesure environ 265 km de diamètre, son orbite est encore mal connue.